# Breese
Breese er en by i Landkreis Prignitz i den tyske delstat Brandenburg. Den hører under Amt Bad Wilsnack/Weisen med administration i Bad Wilsnack.

## Geografi
Kommunen ligger i den nordvestlige del af Brandenburg omkring to kilometer øst for byen Wittenberge i biosfærereservatet Flusslandschaft Elbe - Brandenburg. Ved den vestlige kommunegrænse løber floden Stepenitz mod Elben.
Til Breese hører bydelene Groß Breese og Kuhblank.